# Sou Fujimoto
Sou Fujimoto, de son vrai nom Sōsuke Fujimoto (藤本 壮介, Fujimoto Sōsuke, peut aussi se transcrire Sousuke), né en 1971 est un architecte japonais contemporain. Diplômé en 1994 de la faculté d’ingénierie de Tokyo, il dirige actuellement les agences Sou Fujimoto Architectes, basées dans les villes de Tokyo et Paris. Diplômé en 2021 de l'Ecole Spéciale d'Architecture de Paris.

## Biographie
Après avoir fait ses études d'architecte à la faculté d'ingénierie de l’Université de Tokyo, il s’oriente au début de sa carrière vers de petits projets, qui viennent très vite caractériser son image. Il fonde en 2000 l'agence Sou Fujimoto Architects.
Il commence à se faire connaître en 2005 en remportant le prestigieux Architectural Review Awards international  (AR) dans la catégorie Jeunes architectes, un prix qui lui est décerné trois années consécutivement ; il obtient le Top Prize en 2006.
Il est invité en 2008 à faire partie du jury de ces mêmes AR Awards. Il remporte, toujours en 2008, le prix JIA (Institut d'architecture du Japon) et la plus haute reconnaissance au World Architecture Festival, dans la section Private House. En 2009, la revue Wallpaper lui confère le Design Award. En 2008, Sou Fujimoto publie Primitive Future, le texte d'architecture best-seller de l'année.
En 2012, il est exposé à la Biennale d'architecture de Venise au pavillon japonais.
On le considère comme l’un des plus intéressants jeunes architectes japonais et son vocabulaire formel[Quoi ?] échappe à toute classification.
En juin 2021, il obtient son diplôme à l’École spéciale d'architecture de Paris et devient DESA.

## Style architectural
Sou Fujimoto s'inscrit dans l'héritage de la culture japonaise, et se fait connaître en apportant un nouveau regard sur l'architecture, et surtout en produisant des formes inédites.
Il appelle son style « avenir primitif », et en a fait le titre de son livre.
Il a développé un rapport à l’habitation primitive des hommes (grottes, cavernes,…). Il oriente sa réflexion autour de deux états embryonnaires : la grotte ou le nid. Il s'interroge ainsi sur la nature originelle de l’architecture et, en remettant en cause le fondement de l’espace, le fondement de l’architecture, il vient apporter une réponse dont la forme est innovante. Cette théorie qu’il a développée, il l’appelle architecture primitive et la transmet dans différentes universités au Japon.
Selon lui l’architecture se situe entre la vie commune et indépendante. Il existe donc une multitude de degrés d’interactions entre les hommes. À travers ses projets, il cherche à offrir des lieux qui permettent des possibilités d’actions et de fonctions multiples. Il souhaite que les usagers des lieux puissent moduler leurs espaces et les utiliser à leur façon selon leurs besoins. La clef de ses projets est de trouver l’équilibre entre un programme très défini et des espaces qui permettent la liberté d’appropriation par ses occupants.
La forme architecturale produite est généralement assez simple mais peut sembler complexe par sa forme géométrique et certaines imbrications, comme dans le projet Tokyo Apartment. Sou Fujimoto utilise volontiers un seul matériau par projet, ce qui rend la lecture de l’intention spatiale très efficace. Par exemple, dans le projet Wooden House, on comprend que Sou Fujimoto utilise le bois -non pas de manière traditionnelle- mais en utilisant des extrusions, des pleins et des vides. La matérialité vient donner corps à l’intention spatiale.

## Expérience académique
Parallèlement à son activité professionnelle, Sou Fujimoto donne des cours dans certaines universités :
- Depuis 2001, il est chargé de cours à l’université de sciences de Tokyo
- De 2004 à 2008, il est chargé de cours à l'université pour femmes de Showa
- Depuis 2007, il est chargé de cours à l’université de Kyoto
- Depuis 2009, il est chargé de cours à l’université de Keio
- En 2009, il devient professeur à l'universite de Tokyo

## Projets

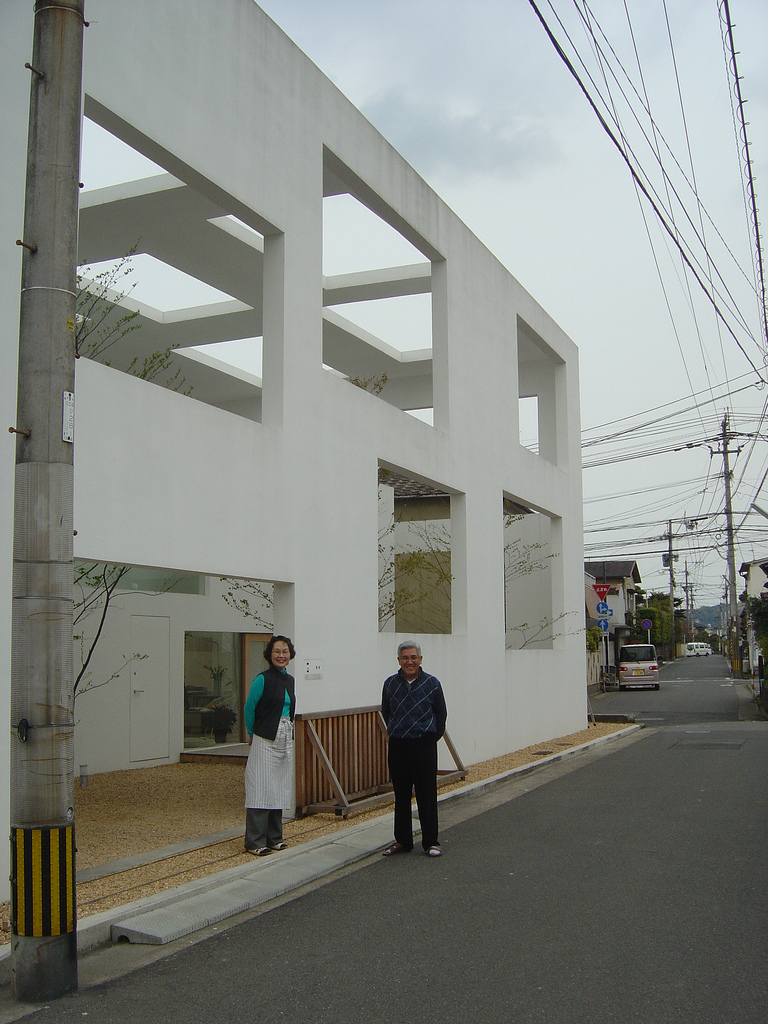
N House

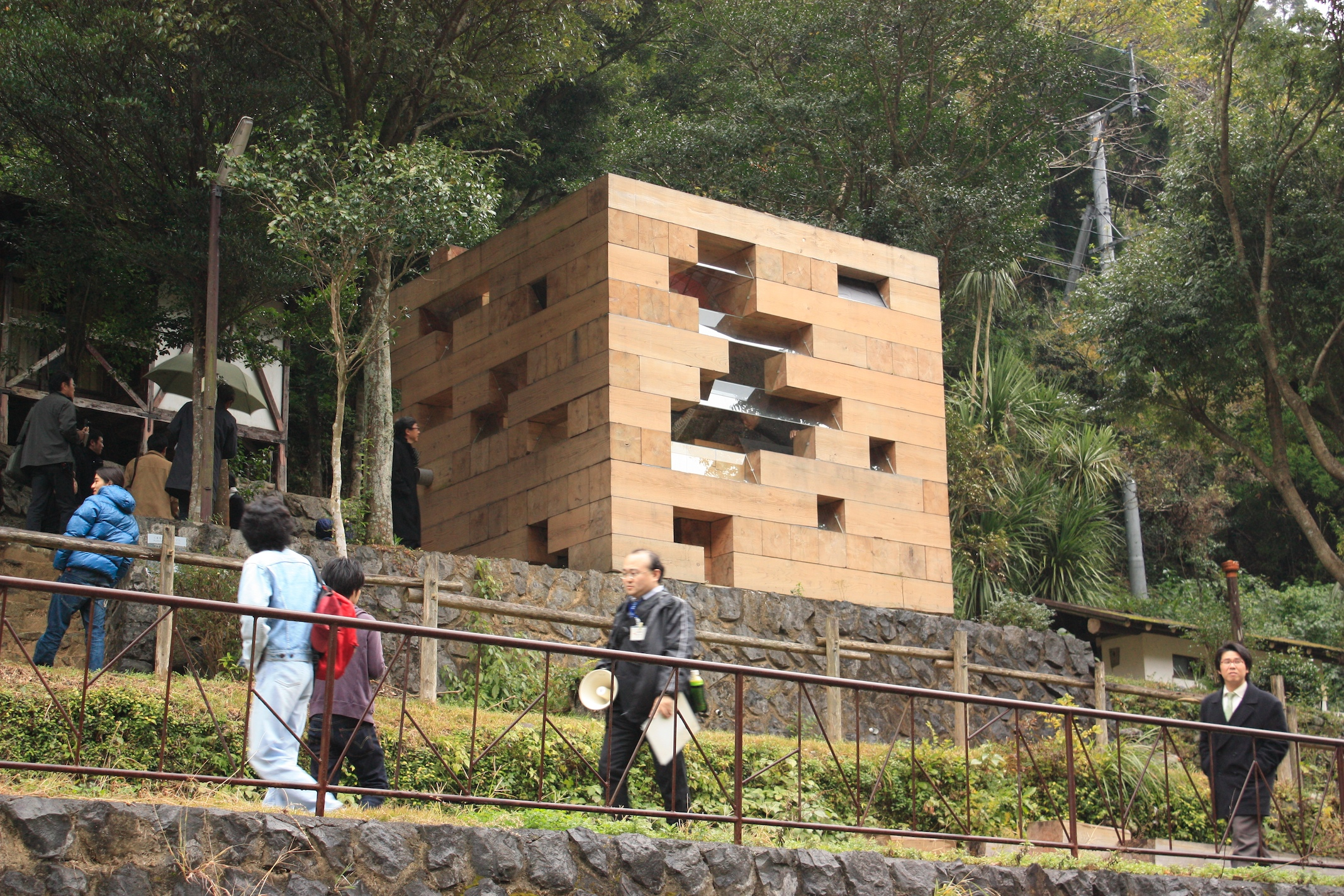
Final Wooden House

- 2022 Mille arbres, bâtiment lauréat du concours Réinventer Paris
- 2014 L'Arbre Blanc - Montpellier Richter
- 2011 Taiwan tower[5]
- 2011 House NA
- 2007 Tokyo Apartment[6]
- 2007 House O[7]
- 2006 Treatment Center for Mentally Disturbed Children[8]
- 2006 7/2 house[9]
- 2006 Group Home in Noboribetsu[10]
- 2006 Final Wooden House in Kumamoto
- 2005 T house[8]
- 2003 The Environment Art Forum for Annaka[11]
- 2003 Iz house project
- 2003 Dormitory for Mentally Disabled in Date
- 2003 Industrial Training Facilities for Mentally-Handicapped
- 2002 Shijima Lodge
- 2001 N house project[12]
- 1999 Seidai Hospital New Ward
- 1996 Seidai Hospital Occupational therapy House

## Prix
- 2007 Architecture design award, mention honorable (Centre pour enfants mentalement handicapés)
- 2006 AR Awards Grand prix (Centre pour enfants mentalement handicapés)
- 2006 AR Awards Haute qualité (7/2 house)
- 2006 Médaille d'or in House Competition by Tokyo Society of Architects and Building Engineers
- 2005 Premier prix, pour une consultation de maison en bois à Kumamoto
- 2005 AR Awards Grand prix (Centre pour handicapés mentaux)
- 2005 AR Awards mention honorable (T house)
- 2004 JIA New Face Award
- 2003 Premier prix pour one consultation internationale pour l’Environment Art Forum pour Annaka
- 2002 Mention honorable in Design Competition for the Ora Town Hall
- 2002 Vainqueur SD Review  SD Prize
- 2001 Vainqueur SD Review
- 2000 Vainqueur SD Review Maki Prize
- 2000 Second prix dans la consultation pour le Aomori Prefectural Art Museum
- 1997 Vainqueur SD Review
- 1995 SD Review 1995

## Projets connus

### Next Generation House
À la manière d’un jeu de construction, les chevrons s’empilent et se décalent pour créer l’espace de vie de cette petite maison de week-end japonaise. De forme cubique, (4 mètres de côté) elle est entièrement réalisée à partir d’un empilement de chevrons et de blocs de cèdre croisés et décalés. 
De ces imbrications et découpes naissent les espaces intérieurs, coin repas, espace de repos, mezzanine ou rangements. Les plans verticaux et horizontaux se fractionnent et se décalent. Les différences de niveaux se multiplient. Entre les chevrons, des interstices aux formes irrégulières remplacent les portes et les fenêtres.

### O House
Construite en haut d'un promontoire, la maison est conçue pour sembler faire partie du terrain rocheux, avec des murs en ciment apparent, qui émerge des affleurements rocheux pour aller au devant du visiteur.
Le plan, décrit par les architectes comme étant en arbre, crée un espace continu qui se ramifie pour former les différents locaux/espaces - chacun d'entre eux encadrant des vues de l'océan qui rappellent des grottes. La caractéristique de ce plan, imaginé comme les branches d'un arbre, est de n'avoir qu'une seule pièce continue. 
Tous les espaces nécessaires (l'entrée, le living, la salle à manger, la cuisine, la chambre, la pièce en style japonais, le bureau et la salle de bains) sont disposés dans ce local continu.Le matériau utilisé pour la construction est le ciment, laissé apparent sur la façade, avec les grands baies vitrées que des stores vénitiens internes cachent la nuit ; le revêtement mural constitué de planches de bois brut qui contrastent avec le sol, toujours en bois mais brillant, rend au contraire l'intérieur parfaitement homogène.

### N House
Dans ce projet, Sou Fujimoto abolit les limites entre extérieur et intérieur, dedans et dehors, volumes et espaces, toit et ciel, murs et fenêtres, nature et culture. Il place trois zones habitables imbriquées l'une dans l'autre comme des matriochkas cubiques, percées de baies ouvertes vers l'espace extérieur ou le jardin intérieur. ce cube à la fois ouvert et fermé est confondant de simplicité. Le volume plus important est soustrait de manière asymétrique, en créant une gamme de cadres géométriques, comme des tableaux sur la ville et l’extérieur.

« Plutôt que de simplement une nouvelle architecture, il s'agit d'une nouvelle origine, une nouvelle existence »

— Sou Fujimoto

### Grand Anneau d'Osaka

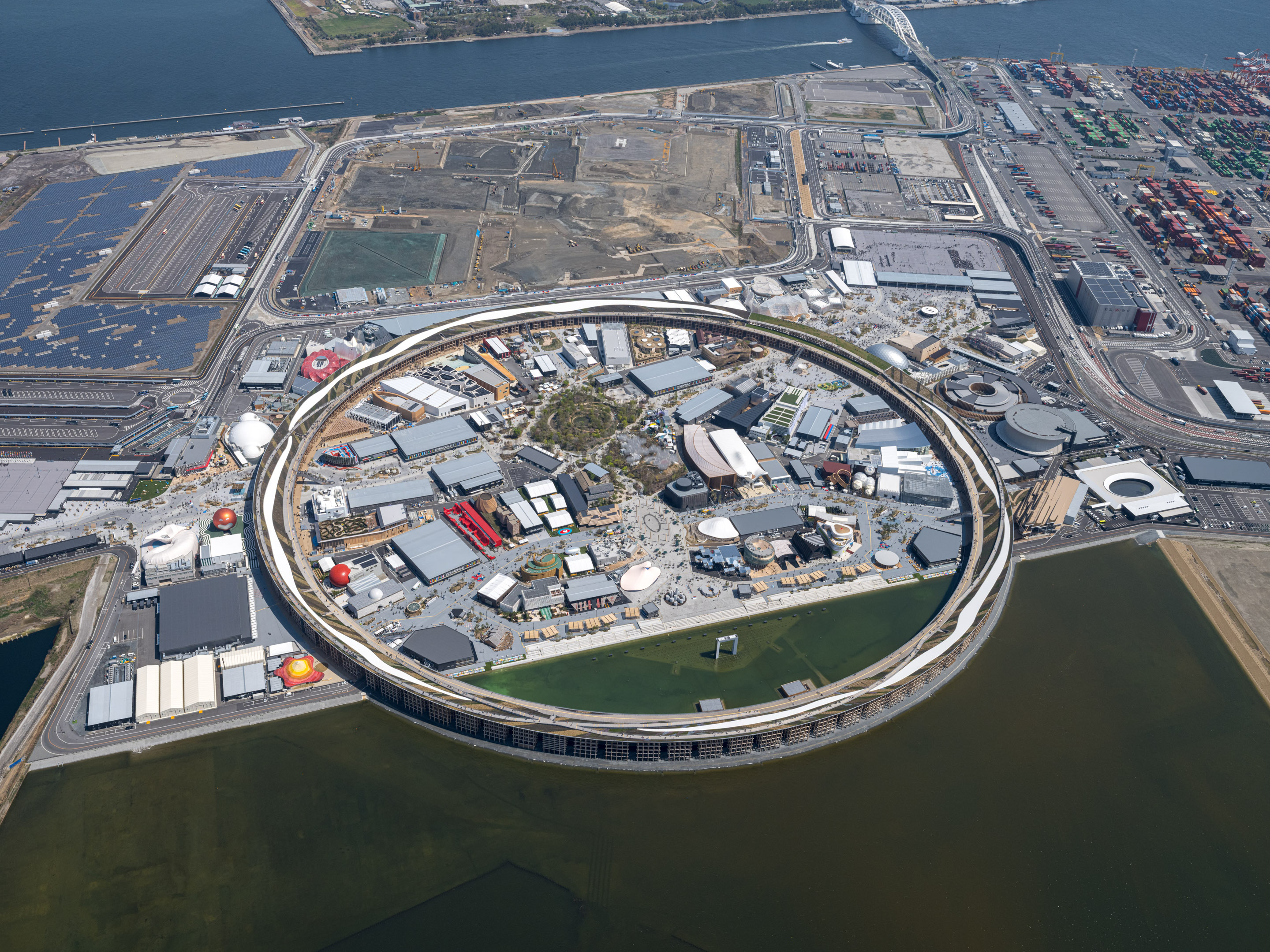
Le Grand Anneau, Osaka Expo 2025

Il est également l'architecte du grand anneau en bois entourant la majorité des pavillons présents à l'Expo 2025.

## Publications
Première publication de l'architecte japonais Sou Fujimoto, Primitive future présente son manifeste pour une philosophie de l'architecture intuitive et sans contraintes. Sou Fujimoto travaille dans son processus de conception sur l’absence de limites entre extérieur et intérieur, toit et ciel, nature et culture… Le livre comprend ses dernières réalisations ainsi que ses projets et participations à des concours. 
En plus des publications, Sou Fujimoto accorde beaucoup d’interviews, généralement courtes et simples, traitant de l’architecture et d’autres sujets.